# Golfclub Duurswold
Groningse Golfclub Duurswold is een golfclub in Steendam in de provincie Groningen.
De club heeft een 9-holes golfbaan, die door Michiel van der Vaart werd ontworpen, en een par 3 baan met zes holes. De opening werd in mei 2011 verricht door wethouder Arie Scheidema.
De club heeft eind 2022 440 leden. Zodra dat er 650 zijn wordt de baan uitgebreid tot achttien holes. Golflessen worden gegeven door de pro's van Golfclub de Semslanden. In 2023 werd begonnen met de bouw van een nieuw clubhuis.